# Синячки
Синя́чки — заповідне урочище місцевого значення в Україні. Об'єкт природно-заповідного фонду Івано-Франківської області. 
Розташоване на території Яремчанської міської ради Надвірнянського району Івано-Франківської області, на захід від міста Яремче. 
Площа 39 га. Статус надано згідно з рішенням облвиконкому від 15.01.1979 року № 13. Перебуває у віданні ДП «Делятинський лісгосп» (Дорівське л-во, кв. 4, вид. 21, 23, 27). 
Статус присвоєно для збереження частини лісового масиву при горі Синячка (масив Ґорґани). Зростають насадження смереки природного походження на крутих скелястих схилах при верхній межі лісу.

## Галерея

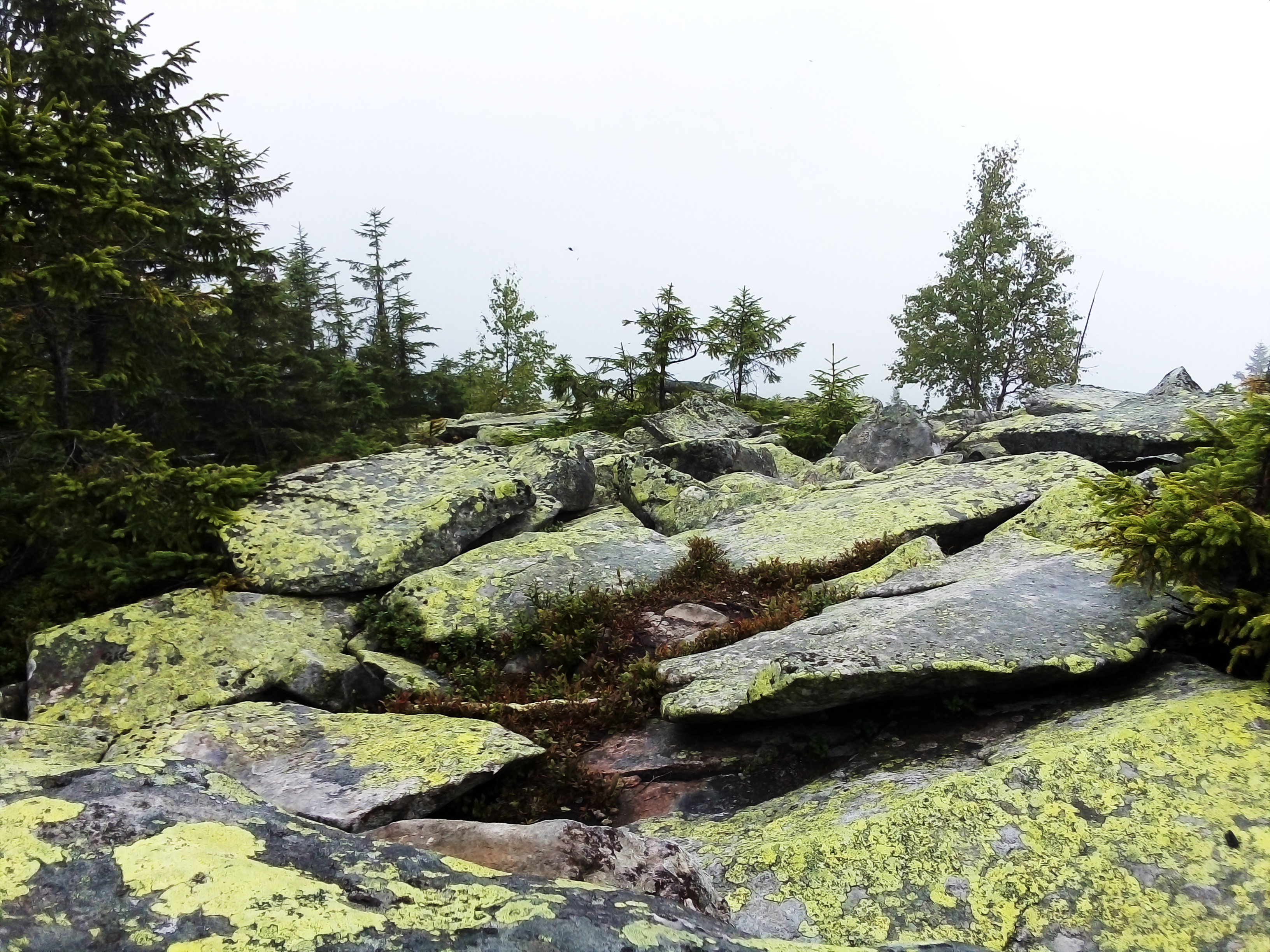
Вершина Синячки
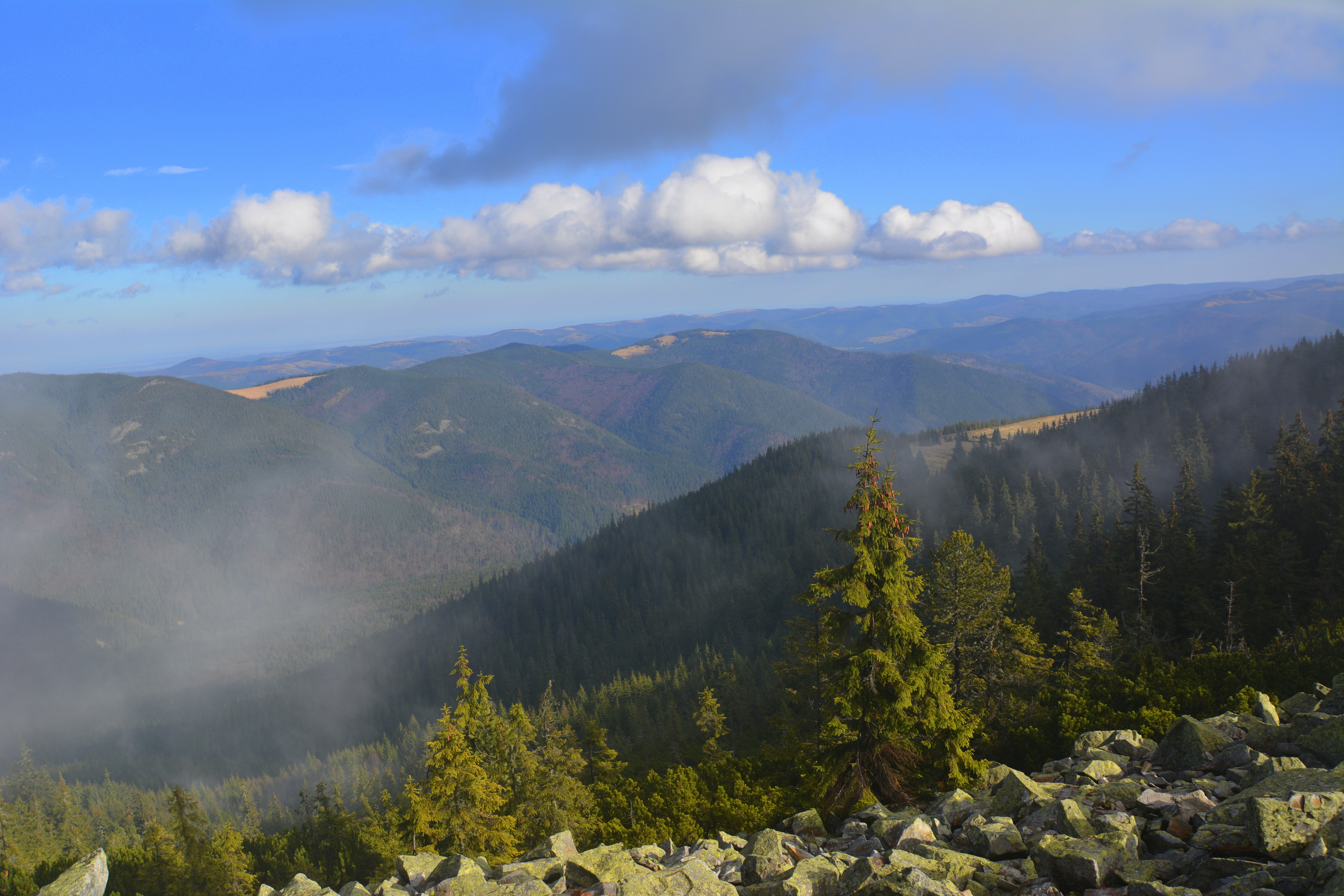
Вид на хребет Синячки
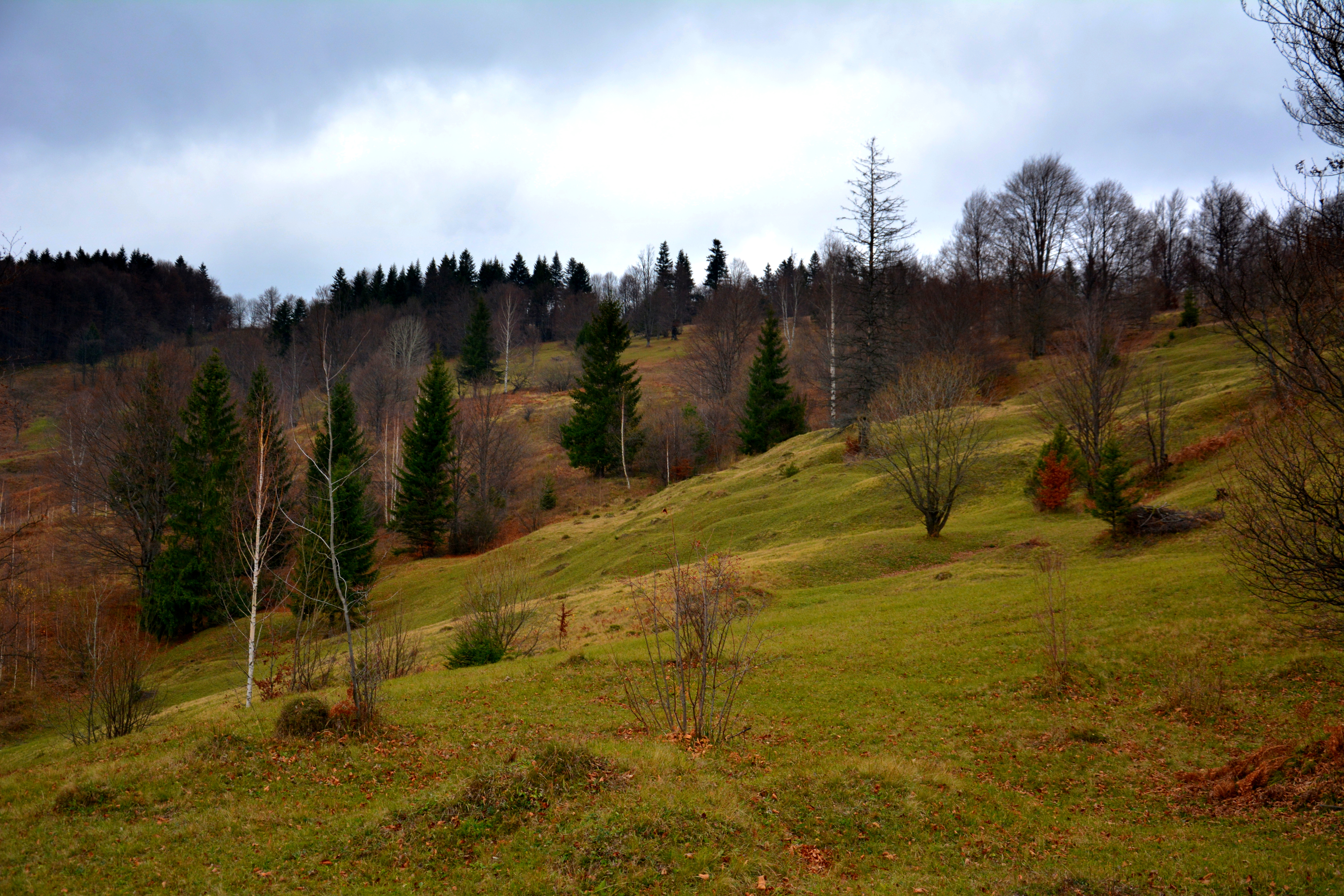
Шлях на Синячку
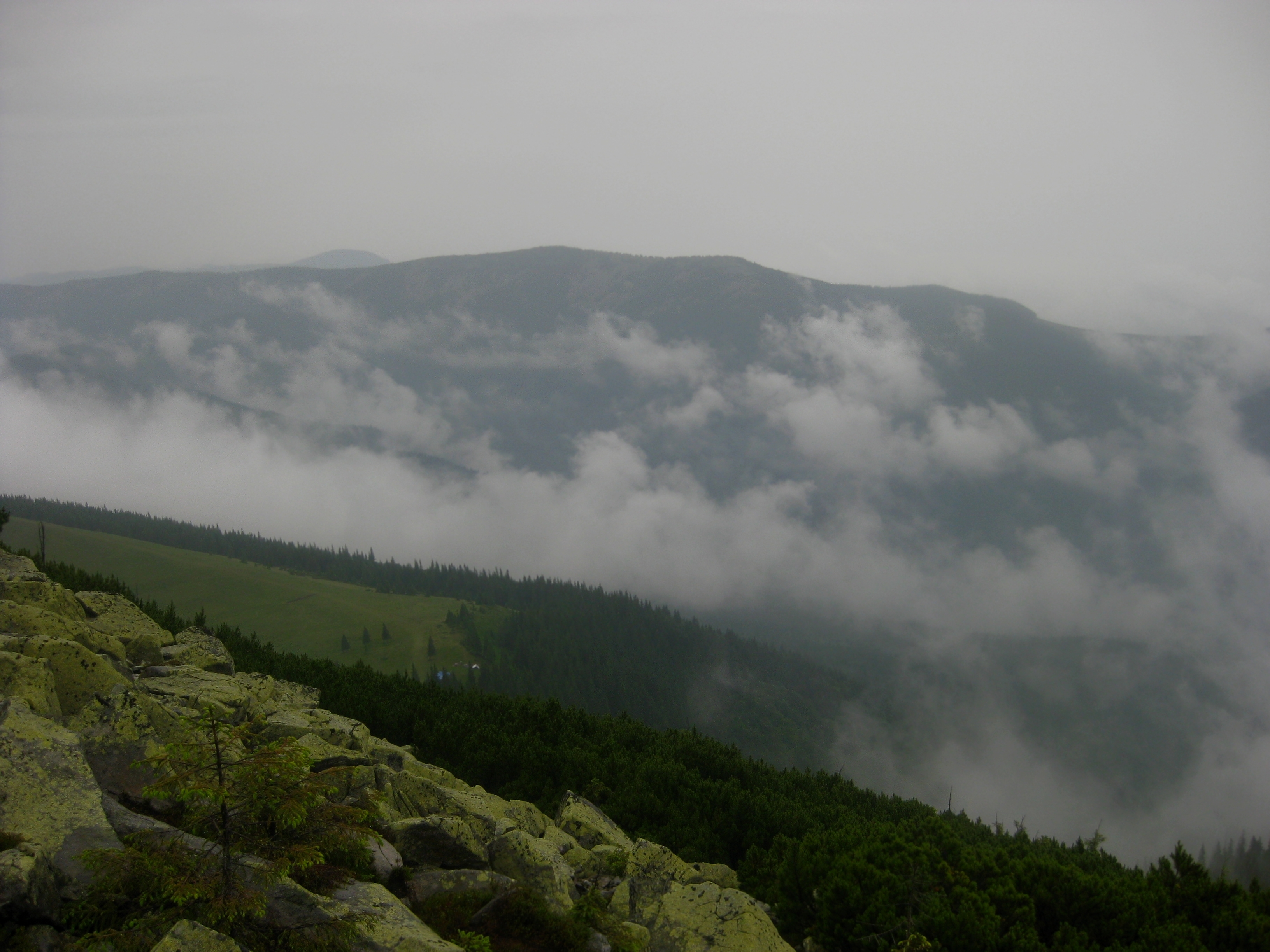
Вид на урочище